# Peter Boyle (Mediziner)

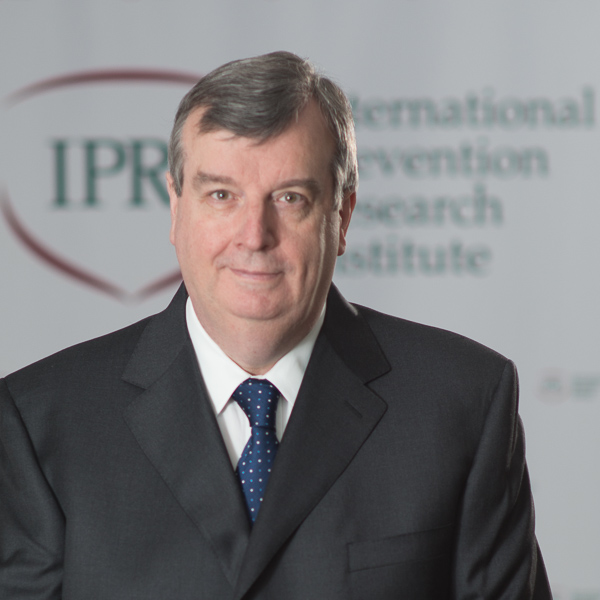
Peter Boyle (2016)

Peter Boyle (* 8. Juni 1951 in Glasgow; † 23. Juli 2022 in Dardilly, Frankreich) war ein britischer Epidemiologe.

## Leben
Peter Boyle studierte zunächst Biostatistik an der Universität Glasgow und wollte Lehrer werden. Erst ein Studienprojekt brachte ihn zur Epidemiologie, in diesem Fach verfasste  er auch seine Dissertation. Seine nächsten Karriereschritte führten ihn zum lokalen Krebsregister und schließlich zur Harvard University, Public Health School. Er kam zurück nach Europa zur Internationalen Agentur für Krebsforschung (IARC) in Lyon, Frankreich. Von dieser WHO-Agentur ereilte ihn dann der Ruf an das Europäische Institut für Onkologie in Mailand, eines der besten privaten Krebsspitäler Italiens, wo er rund elf Jahre verbrachte. 2004 kehrte Boyle als gewählter Direktor an die IARC zurück. Zwischen 2004 und 2008 war er Präsident des Internationalen Präventionsforschungsinstitutes iPRI mit Sitz in Lyon. 2000 wurde er Fellow der Royal Society of Edinburgh. 2010 wurde er zum Ehrenmitglied der Ungarischen Akademie der Wissenschaften und 2013 zum Mitglied der Academia Europaea gewählt.

## Leistungen
Zu den wichtigsten Leistungen von Peter Boyle gehörte die Entwicklung und Umsetzung des Europäischen Kodex zur Krebsbekämpfung. Daneben befasste sich Peter Boyle mit Präventionsforschung und Translationsforschung im breitesten Sinne. Er war eingeladener Sprecher vieler internationaler wissenschaftlicher Kongresse und einer der führenden Köpfe im wissenschaftlichen Kampf gegen Krebs.

## Werke
- Peter Boyle veröffentlichte mehr als 500 Originalartikel in wissenschaftlichen Zeitschriften. Er hielt Ehrendoktorate und Honorarprofessuren an mehreren britischen Universitäten.